# Perdita aureovittata
Perdita aureovittata är en biart som beskrevs av Cockerell 1916. Perdita aureovittata ingår i släktet Perdita och familjen grävbin. Inga underarter finns listade i Catalogue of Life.